# 埃根多夫
埃根多夫是奥地利下奥地利州维也纳新城城郊县的一个市镇。总面积20.52平方公里，总人口4519人，人口密度220.2人/平方公里（2012年）。